# Spinnin' Records
Spinnin' Records (estilizado en mayúsculas) es una compañía discográfica neerlandesa creada en 1999 por Eelko van Kooten y Roger de Graaf. A partir del 12 de septiembre de 2017, la disquera es una división de Warner Music Group, adquirida por más de 100 millones de dólares.
Además de su marca principal, Spinnin' Récords alberga alrededor de veinte submarcas incluyendo Doorn Records de Sander van Doorn, Musical Freedom de Tiësto, Fly Eye Records de Calvin Harris, 'HEXAGON de Don Diablo, Heldeep Records de Oliver Heldens, "OXYGEN Records", MAXXIMIZE Records de Blasterjaxx, "CARTEL" de Kryder y Tom Staar, Congo Recordings de Lincoln Jesser, Dharma Worldwide de KSHMR, Fonk Recordings de Dannic, y recientemente Oz Records de Ummet Ozcan, todas principalmente enfocadas en house progresivo, electro house, big room house, house, deep house y trap. Spinnin' Records comenzó su propia compañía de representación artística llamada MusicAllStars Management, representando artistas como Sander van Doorn, Martin Solveig, y anteriormente Martin Garrix y Julian Jordan.

## Historia
En sus primeros años, Spinnin' Records construyó su nombre y reputación a través de éxitos radiales. Además de su éxito comercial, Spinnin' Records se convirtió en líder del mercado en lanzamientos de música dance comercial hecha especialmente para DJ's de clubes. Artistas relativamente desconocidos en la época como Afrojack o Nicky Romero firmaron con la compañía y lanzaron algunas de sus primeras producciones con el sello.
Durante ese tiempo, la empresa cosechó éxitos entre los que se incluye «Take Over Control» de Afrojack, «Again and Again» de Basto, «Rattle» de Bingo Players, «Cannonball» de Showtek, entre otros. Además la compañía hace uso de su plataforma Spinnin' TV con la que presenta los videos de los artistas suscritos al sello discográfico.
Dada la creación de la división de representación artística MusicAllStars, se incluyeron en ella artistas como: Firebeatz, DubVision, Julian Jordan, Leon Bolier, La Fuente, TV Noise, Erik Arbores, Tony Junior , y ZIGGY.
Durante el año 2013, en el Miami Music Week. se realizó la primera edición de Spinnin' Sessions, una serie de eventos en vivo que actualmente se realiza cada semana. En ese mismo año la compañía tuvo éxitos en listas como «Booyah» de Showtek, «Tsunami» de DVBBS & Borgeous, «Animals» de Martin Garrix. El remix de Cedric Gervais de la canción de Lana Del Rey, «Summertime Sadness» también ha gozado de popularidad, la cual además ganó un Premio Grammy al Mejor Remix.

## Artistas actuales
Esto es una lista de los artistas que están firmados al sello a este momento.
- Alok
- ARTY
- Audien
- Bassjackers
- Blasterjaxx (Fundador de un subsello)
- Bob Sinclar
- Borgeous
- Borgore
- Breathe Carolina
- Calvin Harris (Fundador de un subsello)
- Cedric Gervais
- Cheat Codes
- Chocolate Puma
- Curbi
- Dannic (Fundador de un subsello)
- Dante Klein
- Dastic
- David Guetta
- De Hofnar
- Deadly Zoo
- Deorro
- Dimitri Vangelis & Wyman
- Dimitri Vegas & Like Mike
- Don Diablo (Fundador de un subsello)
- Dropgun
- DVBBS
- Dzeko
- Eva Shaw
- Ferreck Dawn
- Ferry Corsten
- Firebeatz
- Fox Stevenson
- Futuristic Polar Bears
- Gregor Salto
- Hardwell
- Henry Fong
- Jay Hardway
- JETFIRE
- Jinco
- Joe Stone
- Justin Mylo
- KSHMR (Fundador de un subsello)
- KURA
- Leon Bolier
- Lucas & Steve
- Lucky Charmes
- MadBoys
- Madison Mars
- Magnificence
- Merk & Kremont
- Mesto
- Michael Calfan
- Mightyfools
- Mike Mago
- Mike Williams
- Mr. Belt & Wezol
- Moby
- Moguai
- MOTi
- Nervo
- Nicky Romero
- No Riddim
- Oliver Heldens (Fundador de un subsello)
- Olly James
- Pep & Rash
- Project 46
- Quintino
- Sam Feldt
- Sander van Doorn (Fundador de un subsello)
- SAYMYNAME
- Shermanology
- Sidney Samson
- Skytech
- Snavs (Fundador de un subsello)
- Sophie Francis
- Stadiumx
- Steve Angello
- Steve Aoki
- Swanky Tunes
- Teri Miko
- Thomas Gold
- Thomas Newson
- Throttle
- Tiësto (Fundador de un subsello)
- Tim Mason
- Timmy Trumpet (Fundador de un subsello)
- TJR
- Tom Staar
- Tom Swoon
- Tommy Trash
- Tony Junior
- Tritonal
- Trobi
- Tujamo
- Ummet Ozcan (Fundador de un subsello)
- Ernest Guillart
- Vicetone
- W&W
- Yves V
- ZAXX

## Otros artistas
Estos son artistas que han sacado temas a través del sello, incluyendo artistas que han estado firmados al sello anteriormente.
- Abel Ramos
- Adventure Club
- Afrojack
- Albert Neve
- Alesso
- Alex Kenji
- Álvaro
- Ricky Guillart
- AN21
- Armin Van Buuren
- Arno Cost
- Arty
- Audien
- Avicii
- Axwell
- Bart B More
- Bartosz Brenes[4]
- Basto
- Bingo Players
- Breathe Carolina
- Brooks
- Bobby Burns
- Borgeous
- Borgore
- CamelPhat
- Candyland
- Carlo Resoort
- Cash Cash
- Cédric Gervais
- Dada Life
- David Tort
- Daddy's Groove
- Dannic
- Danny Ávila
- De Hofnar
- Deorro
- Dimitri Vangelis & Wyman
- Dimitri Vegas & Like Mike
- Dirty South
- DJ Snake
- DJ Umek
- D.O.D.
- Dr. Kucho!
- Duke Dumont
- Dyro
- DVBBS
- Dzeko & Torres
- East & Young
- Eelke Kleijn
- Edward Maya
- Erick E
- Eric Prydz
- Ephwurd
- Fedde le Grand
- Federico Scavo
- Felguk
- Freejak
- Franky Rizardo
- FTampa
- Gregor Salto
- Gregori Klosman
- GTA
- Hard Rock Sofa
- Hardwell
- Headhunterz
- Hiisak
- Holl & Rush
- Hook N Sling
- Ibranovski
- Ian Carey
- Inna
- Inpetto
- Ivan Gough
- Joey Dale
- John Dahlbäck
- Jordan Suckley
- Jordy Dazz
- Judge Jules
- Julian Jordan
- Junior Sánchez
- Junkie Kid
- J-Trick
- Kaskade
- Koen Groeneveld
- Kryder
- Kurd Maverick
- La Fuente
- Leventina
- Lucky Date
- Maddix
- Marlo Hoogstraten
- Marco V
- Marcus Schössow
- Manuel De La Mare
- Mark Simmons
- Martin Garrix
- Martin Solveig
- Mat Zo
- Max Vangeli
- Max Borghetti
- Michael Brun
- Mike Hawkins
- Nadia Ali
- Nari & Milani
- New World Sound
- Nicky Romero
- Niels van Gough
- Noisia
- Nom De Strip
- Norman Doray
- Olav Basoski
- Para One
- Paris Blohm
- Paris & Simo
- Parra for Cuva
- Peter Gelderblom
- Pegboard Nerds
- Porter Robinson
- Project 46
- Promise Land
- Qulinez
- R3hab
- Raff
- Rune RK
- Sander Kleinenberg
- Sandro Silva
- SCNDL
- Sean Tyas
- Sebastien Drums
- Sebjak
- Sharam
- Showtek
- Sied van Riel
- Sikdope
- Sigma
- Simon de Jano & Madwill
- Simon Patterson
- Starkillers
- Stefano Noferini
- Steff da Campo
- Steve Angello
- Sultan + Shepard
- Swanky Tunes
- Syzz
- Tchami
- TheFatRat
- Thomas Gold
- Thomas Newson
- Tim Mason
- Timmy Trumpet
- Tommy Trash
- Tom & Jame
- Tom Staar
- Tom Swoon
- Tritonal
- Two Points Black
- Twoloud
- Vinai
- Vini Vici
- W&W
- Wiwek
- Yellow Claw
- Zedd